# Mija Martina
Mija Martina Barbarić, född 26 april 1984 i Mostar, är en bosnisk sångerska.
Mija Martina deltog i den bosniska uttagningen till Eurovision Song Contest 2001 med låten Ne Možeš Mi Ništa, och kom på en elfteplats av nitton tävlande. Hon återkom till tävlingen året därpå och slutade på en andraplats med låten Nemoj danas. Hon vann tävlingen 2003 med låten Ne brini. I Eurovision Song Contest samma år hamnade hon på sextondeplats med tjugosju poäng. Året därpå var hon Bosnien-Hercegovinas poängpresentatör i tävlingen. Hon tävlade återigen i den bosniska uttagningen 2005 med låten Ružice rumena, med en femteplats som resultat.